# Olympische Sommerspiele 2012/Schwimmen – 50 m Freistil (Männer)
Der Wettbewerb über 50 Meter Freistil der Männer bei den Olympischen Spielen 2012 in London wurde am 2. und 3. August 2012 im London Aquatics Centre ausgetragen. 58 Athleten nahmen daran teil. 
Es fanden acht Vorläufe statt. Die 16 schnellsten Schwimmer aller Vorläufe qualifizierten sich für die zwei Halbfinals, die am gleichen Tag ausgetragen wurden. Für das Finale qualifizierten sich die acht zeitschnellsten Schwimmer beider Halbfinals.
Abkürzungen:

WR = Weltrekord, OR = olympischer Rekord, NR = nationaler Rekord

ER = Europarekord, NAR = Nordamerikarekord, SAR = Südamerikarekord, ASR = Asienrekord, AFR = Afrikarekord, OZR = Ozeanienrekord

## Bestehende Rekorde
| Weltrekord         | César Cielo ( Brasilien) | 20,91 s | São Paulo, Brasilien        | 18. Dezember 2009 |
| Olympischer Rekord | César Cielo ( Brasilien) | 21,30 s | Peking, Volksrepublik China | 16. August 2008   |

## Titelträger
| Olympiasieger | César Cielo ( Brasilien)         | 21,30 s | Peking 2008   |
| Weltmeister   | César Cielo ( Brasilien)         | 21,52 s | Shanghai 2011 |
| Europameister | Frédérick Bousquet ( Frankreich) | 21,80 s | Debrecen 2012 |

## Vorlauf

### Vorlauf 1
2. August 2012
| Platz | Name               | Nation                       | Zeit    | Anmerkung |
| ----- | ------------------ | ---------------------------- | ------- | --------- |
| 1     | Christian Nassif   | Zentralafrikanische Republik | 28,04 s |           |
| 2     | Phathana Inthavong | Laos                         | 28,17 s |           |
| 3     | Wilfried Tevoedjre | Benin                        | 29,77 s |           |

### Vorlauf 2
2. August 2012
| Platz | Name               | Nation             | Zeit    | Anmerkung |
| ----- | ------------------ | ------------------ | ------- | --------- |
| 1     | Abdourahman Osman  | Dschibuti          | 27,25 s |           |
| 2     | Mohamed El-Khedr   | Sudan              | 27,26 s |           |
| 3     | Ching Wei          | Amerikanisch-Samoa | 27,30 s |           |
| 4     | Jackson Niyomugabo | Ruanda             | 27,38 s |           |
| 5     | Ganzi Mugula       | Uganda             | 27,58 s |           |
| 6     | Paul Ekane         | Kamerun            | 27,87 s |           |
| 7     | Mulualem Teshale   | Äthiopien          | 28,99 s |           |

Ching Wei qualifizierte sich für die Olympischen Spiele in London, obwohl es auf der Pazifikinsel keinen einzigen wettbewerbsfähigen Pool gibt.

### Vorlauf 3
2. August 2012
| Platz | Name            | Nation                             | Zeit    | Anmerkung |
| ----- | --------------- | ---------------------------------- | ------- | --------- |
| 1     | Kerson Hadley   | Föderierte Staaten von Mikronesien | 24,82 s |           |
| 2     | Adama Ouedraogo | Burkina Faso                       | 25,26 s |           |
| 3     | Rony Bakale     | Republik Kongo                     | 25,64 s |           |
| 4     | Kouassi Brou    | Elfenbeinküste                     | 25,82 s |           |
| 5     | Tolga Akcayli   | St. Vincent und die Grenadinen     | 26,27 s |           |
| 6     | Giordan Harris  | Marshallinseln                     | 26,88 s |           |
| 7     | Prasiddha Shah  | Nepal                              | 26,93 s |           |
| 8     | Hemthon Ponloeu | Kambodscha                         | 27,03 s |           |

### Vorlauf 4
2. August 2012
| Platz | Name                  | Nation      | Zeit    | Anmerkung |
| ----- | --------------------- | ----------- | ------- | --------- |
| 1     | Roy-Allan Burch       | Bermuda     | 22,47 s | NR        |
| 2     | Barry Murphy          | Irland      | 22,76 s |           |
| 3     | Shehab Younis         | Ägypten     | 23,16 s |           |
| 4     | Luke Hall             | Swasiland   | 23,48 s |           |
| 5     | Kareem Ennab          | Jordanien   | 24,09 s |           |
| 6     | Chakyl Camal          | Mosambik    | 24,43 s |           |
| 7     | Mahfizur Rahman Sagor | Bangladesch | 24,64 s |           |
| 8     | Zachary Payne         | Cookinseln  | 25,26 s |           |

### Vorlauf 5
2. August 2012
| Platz | Name             | Nation         | Zeit    | Anmerkung |
| ----- | ---------------- | -------------- | ------- | --------- |
| 1     | Jasper Aerents   | Belgien        | 22,43 s |           |
| 2     | Yang Shi         | China          | 22,64 s |           |
| 3     | David Dunford    | Kenia          | 22,72 s |           |
| 4     | Mario Todorović  | Kroatien       | 22,75 s |           |
| 5     | Árni Már Árnason | Island         | 22,81 s | NR        |
| 6     | Brett Fraser     | Cayman Islands | 22,91 s |           |
| 7     | Kacper Majchrzak | Polen          | 23,00 s |           |
| 8     | Federico Grabich | Argentinien    | 23,30 s |           |

### Vorlauf 6
2. August 2012
| Platz | Name              | Nation              | Zeit    | Anmerkung |
| ----- | ----------------- | ------------------- | ------- | --------- |
| 1     | George Bovell     | Trinidad und Tobago | 21,77 s |           |
| 2     | Anthony Ervin     | Vereinigte Staaten  | 21,83 s |           |
| 3     | Andrei Gretschin  | Russland            | 22,09 s |           |
| 4     | Krisztián Takács  | Ungarn              | 22,19 s |           |
| 5     | Norbert Trandafir | Rumänien            | 22,22 s | NR        |
| 6     | Stefan Nystrand   | Schweden            | 22,32 s |           |
| 7     | Adam Brown        | Großbritannien      | 22,39 s |           |
| 8     | Hanser García     | Kuba                | 22,45 s |           |

### Vorlauf 7
2. August 2012
| Platz | Name                | Nation             | Zeit    | Anmerkung |
| ----- | ------------------- | ------------------ | ------- | --------- |
| 1     | Roland Schoeman     | Südafrika          | 21,92 s |           |
| 2     | Cullen Jones        | Vereinigte Staaten | 21,95 s |           |
| 3     | Andrij Howorow      | Ukraine            | 22,09 s |           |
| 4     | James Magnussen     | Australien         | 22,11 s |           |
| 5     | Eamon Sullivan      | Australien         | 22,27 s |           |
| 6     | Amaury Leveaux      | Frankreich         | 22,35 s |           |
| 7     | Marco Orsi          | Italien            | 22,36 s |           |
| 8     | Ari-Pekka Liukkonen | Finnland           | 22,57 s |           |

### Vorlauf 8
2. August 2012
| Platz | Name               | Nation       | Zeit    | Anmerkung |
| ----- | ------------------ | ------------ | ------- | --------- |
| 1     | César Cielo        | Brasilien    | 21,80 s |           |
| 2     | Bruno Fratus       | Brasilien    | 21,82 s |           |
| 3     | Florent Manaudou   | Frankreich   | 22,09 s |           |
| 4     | Luca Dotto         | Italien      | 22,12 s |           |
| 4     | Gideon Louw        | Südafrika    | 22,12 s |           |
| 6     | Brent Hayden       | Kanada       | 22,15 s |           |
| 7     | Sergei Fessikow    | Russland     | 22,42 s |           |
| 8     | Ioannis Kalargaris | Griechenland | 22,80 s |           |

## Halbfinale

### Lauf 1
2. August 2012
| Platz | Name             | Nation             | Zeit    | Anmerkung |
| ----- | ---------------- | ------------------ | ------- | --------- |
| 1     | Cullen Jones     | Vereinigte Staaten | 21,54 s |           |
| 1     | César Cielo      | Brasilien          | 21,54 s |           |
| 3     | Anthony Ervin    | Vereinigte Staaten | 21,62 s |           |
| 4     | Eamon Sullivan   | Australien         | 21,88 s |           |
| 5     | Gideon Louw      | Südafrika          | 21,92 s |           |
| 6     | James Magnussen  | Australien         | 22,00 s |           |
| 7     | Krisztián Takács | Ungarn             | 22,01 s |           |
| 8     | Andrij Howorow   | Ukraine            | 22,12 s |           |

### Lauf 2
2. August 2012
| Platz | Name              | Nation              | Zeit    | Anmerkung |
| ----- | ----------------- | ------------------- | ------- | --------- |
| 1     | Bruno Fratus      | Brasilien           | 21,63 s |           |
| 2     | George Bovell     | Trinidad und Tobago | 21,77 s |           |
| 3     | Florent Manaudou  | Frankreich          | 21,80 s |           |
| 4     | Roland Schoeman   | Südafrika           | 21,88 s |           |
| 5     | Andrei Gretschin  | Russland            | 21,98 s |           |
| 6     | Luca Dotto        | Italien             | 22,09 s |           |
| 7     | Brent Hayden      | Kanada              | 22,12 s |           |
| 8     | Norbert Trandafir | Rumänien            | 22,30 s |           |

## Finale
3. August 2012, 20:09 Uhr MEZ
| Platz | Name             | Nation              | Zeit    | Anmerkung |
| ----- | ---------------- | ------------------- | ------- | --------- |
| 1     | Florent Manaudou | Frankreich          | 21,34 s |           |
| 2     | Cullen Jones     | Vereinigte Staaten  | 21,54 s |           |
| 3     | César Cielo      | Brasilien           | 21,59 s |           |
| 4     | Bruno Fratus     | Brasilien           | 21,61 s |           |
| 5     | Anthony Ervin    | Vereinigte Staaten  | 21,78 s |           |
| 6     | Roland Schoeman  | Südafrika           | 21,80 s |           |
| 7     | George Bovell    | Trinidad und Tobago | 21,82 s |           |
| 8     | Eamon Sullivan   | Australien          | 21,98 s |           |

Florent Manaudou ist der erste Franzose, der über 50 Meter Freistil Olympiasieger wurde.

## Bildergalerie

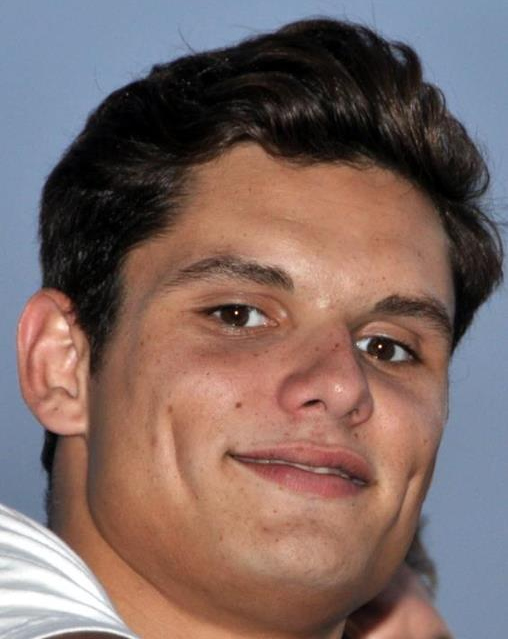
Olympiasieger Florent Manaudou (FRA)
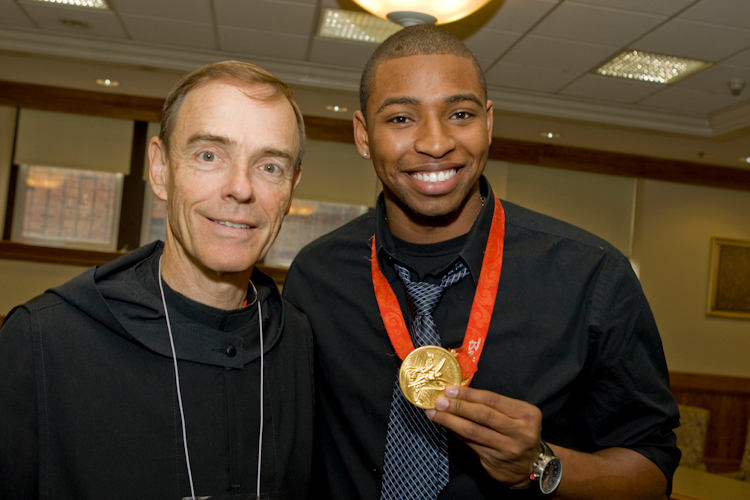
Silbermedaillengewinner Cullen Jones (USA) nach den Spielen von Peking
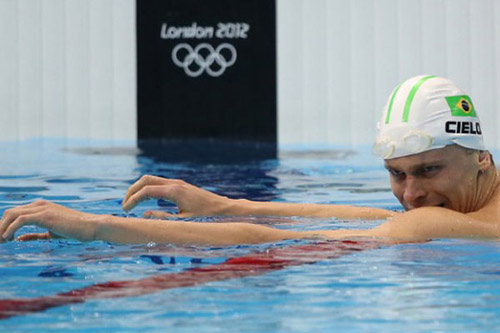
Titelverteidiger César Cielo (BRA) gewinnt Bronze

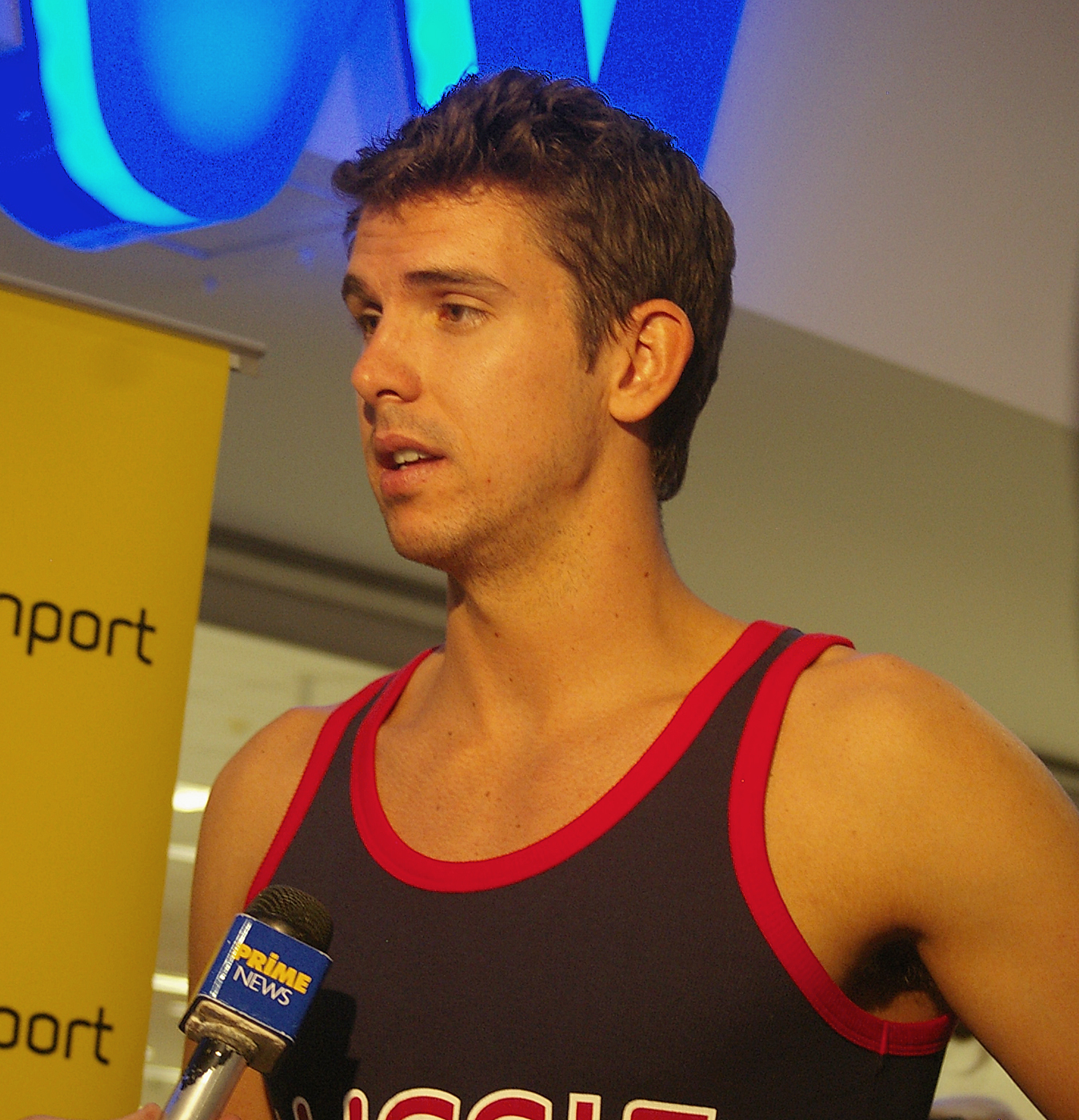
Der Australier Eamon Sullivan erreicht das Finale und wird Achter
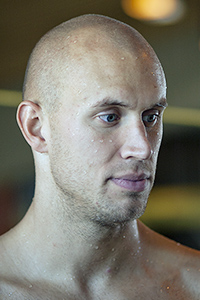
Brent Hayden (CAN) scheitert im Halbfinale
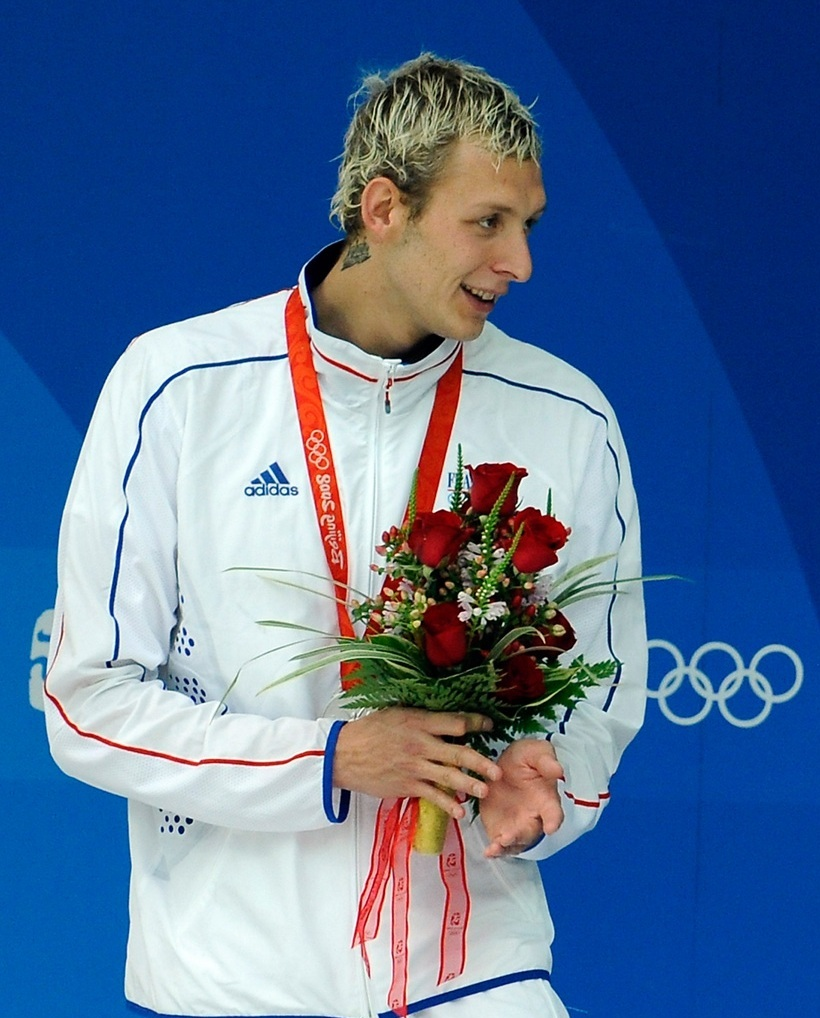
Amaury Leveaux (FRA), Silbermedaillist von Peking, scheitert im Vorlauf